# 조이드 와일드
조이드 와일드(일본어: ゾイドワイルド)는 2018년 7월 7일부터 발매가 개시된 조이드 시리즈이다. 일본의 MBS와 TBS, 오엘엠이 제작한 애니메이션이다.

## 개요
2006년에 종료된 「조이드 제네시스」 이후 12년 만인 프로젝트. 학생뿐만 아니라 과거 이 시리즈를 체험한 20~30대 남성도 타깃으로 하고 있다.
작중 배경은 지구로 내용은 달랐어도 행성 Zi가 배경이었던 전작들하고는 완전히 선을 그은 작품이다. 그래서 조이드 설정도 전작들하고는 많이 다른 편이다. 본작 설정상 조이드는 수만년 전 지구에 떨어진 조이드 코어에 의해 처음으로 발생했다고 하며 금속의 육체를 가지고 동물의 본능과 투쟁심을 가지는 메카생명체로 세계관의 지구의 생태계의 정점에 있는 존재였는데 세월이 흐르며 땅속에 묻혀있던 것을 인간들이 발굴해 복원해서 쓴다는 것이다.
특징적인 기믹은 와일드 블래스트(본능개방)로서 설정상 조이드와 조이드의 주인의 유대가 궁극이 될 때 조이드 키라는 물건이 생성되는데 조이드와 주인의 마음이 싱크로해 투쟁본능이 최대가 될 때 조이드 키로 조이드의 동물의 본능을 해방한다는 것으로 조이드의 능력이 크게 상승되며 무장이 개방된다. 이와 반대로 데스 블래스트라는 설정이 존재하는데 조이드의 투쟁본능을 강제로 해방시키며 괴로워하고 지치는 모습을 보여준다. 외형상의 차이는 와일드 블래스트는 조이드와 라이더의 왼쪽눈에 녹색의 불꽃이 타오른다면 데스 블래스트는 조이드와 라이더의 오른쪽눈에 붉은색의 불꽃이 타오른다.

## 한국어판 목소리 출연

### 조이드 와일드
- 이선주: 스톰, 어린 스톰
- 이재현: 펜네
- 김기철: 베이컨
- 민응식: 타이푼
- 안효민: 푸아그라
- 이창민: 갈릭, 해피, 마카로니, 울랄라
- 서반석: 캔디, 자마스, 우키, 하야호, 아자스
- 박성영: 썬더[1], 아보카도, 블랙빈, 캐비어
- 이다은: 소스, 앨러마, 토마토
- 이승행: 내레이터, 푸카, 베렉 아빠, 버그 도사, 왕창 마을 촌장
- 정의한: 소다스, 덤플링, 다시마
- 이호산: 드레이크
- 장성호: 갤러거
- 강은애: 럭키, 카론, 산라탕
- 김진홍: 피시볼, 셜롯, 베렉, 가득 마을 촌장, 버거, 슈거
- 손선영: 라이스
- 김보나: 포르치니, 수플레
- 손수호: 솔트
- 원에스더: 양갱, 베렉 엄마, 바바루아, 아기, 너츠, 라유, 브레이비, 멀래시즈, 페릴라
- 비주언: 어린 솔트, 펜네 엄마, 드레이크 엄마, 버터버
- 김예림: 미키, 그레뉴, 체리
- 장서화: 강도, 베이베, 칼K
- 최현수: 잔뜩 마을 촌장, 드레이크 아빠
- 김윤채: 어린 드레이크, 올리고

### 조이드 와일드 Zero
- 김지율: 레오
- 이새아: 샐리
- 이민규: 버즈, 녹스
- 장승길: 보먼
- 최현수: 쉘
- 오민혁: 디아스
- 김보나: 아이셀, 마리아
- 김신우: 반, 디아스 아버지
- 문관일: 랜드
- 원호섭: 콜린스
- 장서화: 레이먼드, 제페토
- 이창민: 애드
- 이광수: 시걸
- 전인배: 가레트, 우드 대통령
- 김윤채: 디아스 어머니, 앨리스
- 김예림: 멜빌
- 비주언: 마리아 엄마
- 임채빈: 류크
- 정의택: 내레이션, 알드리지, 마리아 아빠
- 이주승: 길러
- 이은조: 레니, 리네
- 성예원: 레니 엄마, 피오나